# 川田民俗資料館
川田民俗資料館（かわたみんぞくしりょうかん）は、徳島県徳島市にある博物館である。

## 概要
大正から昭和にかけて名東郡川内村で使用されていた農具・民具を中心に展示。「民具の展示コーナー」、「農具の展示コーナー」、「川内の歴史コーナー」、「吉野川コーナー」等のコーナーが設置されている。
民具の展示コーナー
- 川田家で昔より使用されてきた生活用品を中心に約40点の民具を展示。

農具の展示コーナー
- とうみ、こくばかき、せんばこき、田植え定規、はごおけ、かりさお等約40点を展示。

川内の歴史コーナー
- 川内、徳島、日本の比較年譜を展示。

吉野川コーナー
- 吉野川に関する過去の台風被害、河道の変遷等を写真で紹介。

## 基礎データ

### 所在地等
- 所在地：〒771-0142 徳島県徳島市川内町沖島161
- 駐車場：10台
- 休館日：年中無休。但し、事前に電話予約が必要。

### 開館時間
- 事前連絡があれば基本的にいつでも開館する。
- 9時 - 18時

## 交通
- 徳島自動車道「徳島インターチェンジ」より車で約3分。川内支所より徒歩約5分。